# Lorton, Cumbria
Lorton är en ort och civil parish i Storbritannien.   Den ligger i grevskapet Cumbria och riksdelen England, i den centrala delen av landet, 400 km nordväst om huvudstaden London. Lorton ligger 93 meter över havet och antalet invånare är 256.
Terrängen runt Lorton är kuperad åt sydost, men åt nordväst är den platt. Runt Lorton är det ganska tätbefolkat, med 70 invånare per kvadratkilometer. Närmaste större samhälle är Whitehaven, 19,7 km väster om Lorton. I omgivningarna runt Lorton växer i huvudsak blandskog.